# František Hlaváček (sociální demokrat)
František Josef Hlaváček nebo také Frank Hlaváček, pseudonymy Podleský, Devil Xaver (7. července 1853 Řevničov – 11. února 1937 Cicero) byl politický aktivista, novinář a básník.

## Život
Byl absolventem reálky v Rakovníku, od 14 let pracoval v severočeských dolech. Od roku 1881 vedl v Bílině místní sekci sociálně demokratické strany. Během hornické stávky byl v roce 1882 tři měsíce vězněn. V letech 1882 až 1886 vydával časopisy Bojovník, Spravedlnost, Práce a Duch času. V roce 1886 emigroval do USA, kde mj. působil jako novinář v dělnickém tisku. V době 1. světové války psal články podporující vznik Československa.

## Dílo
Ve vězení napsal na melodii německé písně Stimmt an das Lied der hohen Brau český text, známý jako Píseň práce.

### Jednotlivé básně
- Mé písně – z výboru Poesie sociální (1902)
- Tanec nad sopkou – z výboru Poesie sociální (1902)
- Odměna půlstoleté práce – z výboru Poesie sociální (1902)
- Vyděděnci – z výboru Poesie sociální (1902)

## Posmrtné ocenění

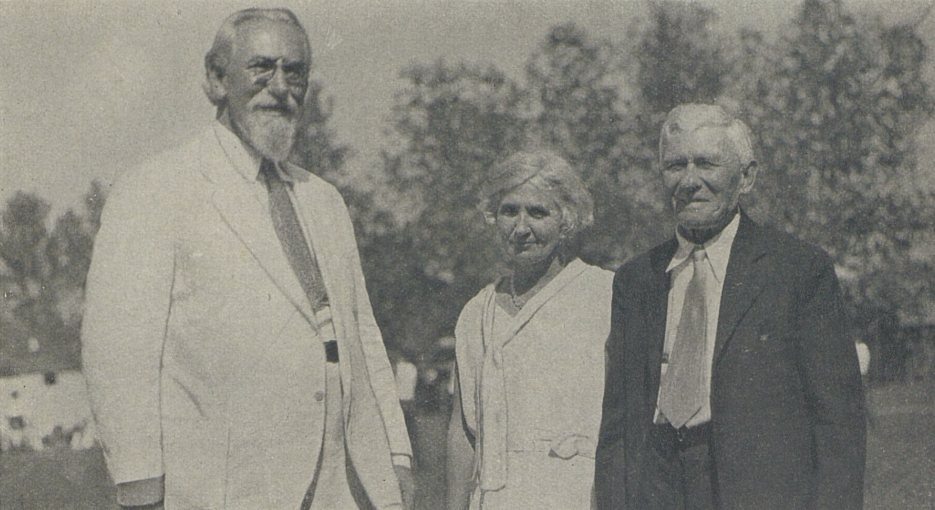
František Hlaváček (vpravo), jeho manželka Karla Hlaváčková a František Soukup, 1933, Chicago (F. Soukup: Revoluce práce Díl I., 1938)

V Prostějově, kde krátce působil, je po něm pojmenováno náměstí.